# Zarayda Groenhart
Zarayda Groenhart (Hoorn, 31 juli 1982) is een Nederlands presentatrice.
Groenhart studeerde marketing in Amsterdam. Ze deed auditie bij het Cosmic Theater en speelde acht maanden mee in het theaterstuk Catwalk. In 2005 ging ze aan de slag als vj bij The Box en na een reorganisatie vanaf december 2006 bij TMF. Vanaf februari 2007 werkte Groenhart als presentatrice bij BNN, waar ze begon bij de programma's URBNN en State TV. Later werd ze de vaste presentator van Try Before You Die en de zomertournee van Spuiten en Slikken, waarvoor ze in de reguliere uitzendingen ook al actief was. Van oktober 2011 tot mei 2012 was ze redacteur en panellid voor het BNN- en VARA-programma 24/7.
Op de radio presenteerde Groenhart wekelijks een programma op FunX/Lijn5. Ook schrijft ze columns voor het blad JFK en artikelen voor Revu en nrc.next.
Zarayda Groenhart was in 2013 kandidaat in Wie is de Mol?. Ze viel af in aflevering 8. Hiermee was ze de laatste afvaller voor de finale. 
In 2016 nam Zarayda deel aan het Net5-televisieprogramma De wereld rond in 6 stappen.
In 2014 bracht Groenhart haar eerste boek uit, getiteld Het Waarom-Meisje. Het boek beschrijft haar ervaring met seksueel geweld en de steun die ze daarop van haar familie kreeg.
In 2019 was ze kandidaat in The Big Escape.